# Gabrielle Sed-Rajna
Gabrielle Sed-Rajna (Budapest, 6 juillet 1927 - Paris 15e, 8 janvier 2008,) est une historienne de l’art française, spécialisée en art juif.

## Biographie
Arrivée à Paris en 1948, elle étudie à l’École du Louvre et à la Sorbonne. Nommée directrice de la section juive de l’Institut de Recherche et d’Histoire des Textes au Centre national de la recherche scientifique en 1971, elle enseigne à l’École pratique des hautes études ainsi qu’à l’Institut Martin Buber de l’Université libre de Bruxelles.
Elle est la mère du religieux catholique et éditeur Nicolas-Jean Sed.

## Publications
- Manuscrits Hébreux de Lisbonne, Paris, Centre National de la Recherche Scientifique, 1970
- L’Art Juif, Orient et Occident, Paris, Flammarion, 1975
- Iconographical Index of Hebrew Illuminated Manuscripts, t. I–IV, Centre National de la Recherche Scientifique
- A Maimuni Kodex, Budapest, Académie des Sciences de Budapest, 1980
- Le Mahzor Enluminé : Les Voies de Formation d’un Programme Iconographique, Leiden, E. J. Brill, 1983
- La Bible hébraïque, Fribourg, Office du livre, 1987

- Prix Eugène-Carrière 1988 de l’Académie française
- The Kaufmann Haggadah, Budapest, Académie des Sciences de Hongrie, 1990
- Rashi, 1040–1990: Hommage à Ephraim E. Urbach, Paris, 1993
- Les Manuscrits Hébreux Enluminés des Bibliothèques de France, Paris, Peeters, 1994
- La Bible, Paris, Citadelles & Mazenod, 1998
- L’ABCdaire du Judaïsme, Paris, Flammarion, 2000
- Ebraismo: Piccola enciclopedia, Genève, Rizzoli, 2003